# Alejandro Tomasini
Alejandro Tomasini Bassols (Tapachula, Chiapas; 3 de febrero de 1952) es un filósofo mexicano. Trabaja como investigador del Instituto de Investigaciones Filosóficas de la UNAM, profesor de filosofía en la Facultad de Filosofía y Letras y es miembro del Sistema Nacional de Investigadores.

## Biografía
Alejandro Tomasini es nieto del destacado político y jurista Narciso Bassols, quien fuera ministro de hacienda durante el gobierno de Lázaro Cárdenas y desempeñara varios cargos de importancia en diversas secretarías y embajadas, siendo calificado por el semanario Times como "el opositor político a los norteamericanos de más calibre en América Latina".
Tomasini realizó sus estudios en la carrera de licenciatura en filosofía en la Facultad de Filosofía y Letras de la Universidad Nacional Autónoma de México. Se graduó con mención honorífica con la tesis Introducción a la Filosofía Social de Bertrand Russell. Después de ser becario en el Instituto de Investigaciones Filosóficas de la UNAM, obtuvo el grado de Doctor en la Universidad de Varsovia con una tesis sobre "El Atomismo Lógico de Bertrand Russell". Cursó estudios después en la prestigiosa Universidad de Oxford, en el Keble College con el apoyo del CONACYT, como él mismo señala en su libro "Los Atomismos Lógicos de Russell y Wittgenstein". Allí obtuvo el grado de Master of Letters con la tesis "A Comparative Study of Russell's & Wittgenstein's Logical Atomisms" dirigida por el biógrafo, traductor del Tractatus Logico-Philosophicus y académico de Wittgenstein Brian McGuiness.
En el Keble College, Tomasini estuvo en contacto directo con algunos de los filósofos prominentes de esa época, asistiendo a conferencias de filósofos de la talla de P. F. Strawson, A. J. Ayer, Michael Dummett, James Griffin y otros.[cita requerida]

## Obra
La producción filosófica de Tomasini es amplia tanto en el desarrollo de conceptos en filosofía, como en cuanto a sus aportes en  historia de la filosofía. Tomasini es reconocido como una autoridad en América Latina,[cita requerida] principalmente en la filosofía de Russell y de Wittgenstein y ha publicado mucho acerca del pensamiento de ambos.
Por el lado de la filosofía pura Tomasini es un practicante del análisis gramatical, o filosofía wittgensteiniana al estilo de importantes filósofos como Morris Lazerowitz y Norman Malcolm. A través de métodos wittgensteinianos ha publicado sobre una amplia variedad de temas: las matemáticas, el conocimiento, el lenguaje, la metafísica, la política, la ética, la estética y la religión. Ha hecho aportaciones a todas estas áreas y en ocasiones ha sostenido posiciones polémicas en temas como la pena capital.
Tomasini ha mantenido una producción filosófica constante. Imparte cursos en la UNAM en varias temáticas, desde el Tractatus logico-philosophicus hasta la filosofía analítica o seminarios sobre filosofía práctica. Ha participado en el debate público sobre una variedad de cuestiones políticas, sociales y morales. Tomasini se encuentra entre aquellos pensadores que han lamentado el hecho de que en el México actual el razonamiento crítico no vale gran cosa. En su opinión es menester enfatizar el estudio de la lógica y de la ética

### Libros de Alejandro Tomasini Bassols
1) Los atomismos lógicos de Russell y Wittgenstein (México: Instituto de Investigaciones Filosóficas, UNAM, 1986).
2) El pensamiento del último Wittgenstein (México: Trillas, 1988).
3) Filosofía de la religión. Análisis y discusiones (México: Colofón, 1992). 2a edición (corregida) México: Grupo Editorial Interlínea, 1995.
4) Una introducción al pensamiento de Bertrand Russell (Zacatecas: Universidad Autónoma de Zacatecas, 1992).
5) Lenguaje y anti-metafísica. Cavilaciones wittgensteinianas. 2ª edición, corregida y aumentada (México: Plaza y Valdés, 2005).
6) Ensayos de filosofía de la psicología (Guadalajara: Universidad de Guadalajara, 1995).
7) Enigmas filosóficos y filosofía wittgensteiniana (México: Grupo Editorial Interlínea, 1996). 2ª edición (México: Édere, 2002).
8) Significado y denotación. La polémica Russell-Frege. Prólogo, selección, traducción y notas de ATB (México: Grupo Editorial Interlínea, 1996).
9) Editor de cuentos religiosos de León Tolstoy (México: Grupo Editorial Interlínea, 1997).
10) Pena capital y otros ensayos (México: Grupo Editorial Interlínea, 1997).
11) Nuevos ensayos de filosofía de la religión (México: JGH Editores, 1999).
12) Teoría del conocimiento clásica y epistemología Wittgensteiniana (México: Plaza y Valdés, 2001)
13) Estudios sobre las filosofías de wittgenstein (México: Plaza y Valdés, 2003).
14) Filosofía analítica: un panorama (México, Plaza y Valdés, 2004).
15) "Filosofía moral y visiones del hombre" (España, Devenir el otro, 2012).
16) Explicando el Tractatus (México, Herder, 2016)

## Crítica y recepción
La obra de Tomasini, frecuentemente citada en el ámbito académico,{{citation needed}} ha desatado también polémica, en particular en lo referido a su posición respecto de la pena capital.